# دراز (بحرین)
الدراز (به عربی: الدراز) یک روستا و منطقهٔ مسکونی در نزدیکی منامه، پایتخت بحرین است. از ساکنین مشهور روستای دراز می‌توان به آیت‌الله قاسم اشاره کرد.